# Lendenwervel
De lendenwervels of vertebrae lumbales maken deel uit van de wervelkolom, in het lumbale deel, de onderrug. Dit deel bevindt zich tussen het thoracale deel en het heiligbeen. De lendenwervels worden verbonden door tussenwervelschijven. Het zijn doorgaans vijf wervels; bij circa een op de duizend mensen zijn het er zes.
Kenmerkend voor lendenwervels is dat zij, in vergelijking met de andere wervels, het grootste wervellichaam (lat.: corpus vertebrae) hebben. Tevens is het doornuitsteeksel (lat.: processus spinosus) erg groot in vergelijking met de andere wervels, en wijst het recht naar achteren. De gewrichtsuitsteeksels (lat.: processus articularis) hebben een oriëntatie in het zijwaartse vlak, waardoor er in dit deel van de wervelkolom voornamelijk voor/achterwaartse bewegingen plaats kunnen vinden.
Een rughernia of hernia nuclei pulposi ontstaat meestal op het lumbale niveau van de wervelkolom, omdat dit deel de grootste krachten te verwerken krijgt bij bijvoorbeeld tilwerkzaamheden.
Lumbale facetartrose (artrose in de gewrichtjes van de lendenwervels) is vaak aanleiding tot (chronische) lage rugpijn.